# Blues for My Baby and Me
Blues for my baby and me è un brano musicale scritto da Elton John e Bernie Taupin e arrangiato da Paul Buckmaster.